# カルロス・アドリアン・バルデス
カルロス・アドリアン・バルデス・スアレス（Carlos Adrián Valdez Suárez, 1983年5月2日 - ）は、ウルグアイ・モンテビデオ出身の同国代表サッカー選手。CAボストン・リーベル所属。ポジションはディフェンダー。

## 経歴
2001年にナシオナル・モンテビデオからデビューし、2005年にトレヴィーゾFCにレンタル移籍した。10月23日のエンポリFC戦でセリエAデビューした。2007年にレッジーナ・カルチョに移籍し、3バックや4バックのセンターで出場している。2010年にACシエーナへ移籍した。
2016年限りでCAペニャロールを退団し、翌年1月30日にCAボストン・リーベルへ加入することが発表された。
ウルグアイ代表としては、2007年のコパ・アメリカに出場した。

## タイトル
ペニャロール
- カンペオナート・ウルグアージョ : 2012-13, 2015-16